# Carl Mühlmann

Carl Mühlmann als Oberleutnant (1913)

Carl Gustav Paul Mühlmann (* 16. September 1882 in Charlottenburg, Kreis Teltow; † 1960 in Potsdam) war ein deutscher Berufssoldat, Archivar, Politiker und Funktionär der DDR-Blockpartei LDPD. Er war Abgeordneter des Landtags Brandenburg und der Länderkammer der DDR.

## Leben

### Herkunft und Werdegang
Carl Mühlmann wurde als Sohn des badischen Artillerie-Oberleutnants Paul Christian Mühlmann und seiner Frau Marie, geborene Rösch-Fischardt, in der damals noch selbstständigen Stadt Charlottenburg bei Berlin geboren, wo sein Vater zu dieser Zeit als Direktionsoffizier an der Vereinigten Artillerie- und Ingenieurschule tätig war. Der Vater war später in Kassel stationiert, wurde Oberst und von 1899 bis 1901 Kommandeur des preußischen Feldartillerie-Regiments Nr. 22 in Münster, wohin ihm seine Familie jeweils folgte. Carl besuchte das Gymnasium in Kassel und kurz in Münster, wo er 1899 von der Unterprima abging und sein Fähnrichsexamen ablegte, um eine Laufbahn als Berufsoffizier in der preußischen Armee einzuschlagen. Im Oktober desselben Jahres wurde er dem Kürassier-Regiment „Graf Gessler“ (Rheinisches) Nr. 8 in Köln-Deutz zugeteilt, wo er am 18. Januar 1901 zum Leutnant befördert wurde und am 22. März 1910 den Rang eines Oberleutnants erreichte.

### Auslandseinsatz und Erster Weltkrieg

Mühlmann in der Deutschen Militärmission Türkei 1913, ganz rechts

1913 wurde Mühlmann für die deutsche Militärmission im Osmanischen Reich unter Otto Liman von Sanders ausgewählt. Mit der ersten Gruppe deutscher Offiziere erreichte er am 14. Dezember 1913 Istanbul und wirkte dort als Adjutant Limans. Im Januar 1914 wurde er im Zuge der Liman-von-Sanders-Krise, zu deren Beilegung Liman von Sanders eine vorzeitige Beförderung zum General der Kavallerie erhielt, als dessen Adjutant ebenfalls befördert und zum preußischen Rittmeister ernannt.
Mühlmann blieb bis April 1915 als Adjutant bei Marschall Liman von Sanders, obgleich ihn dessen unduldsames Naturell und die kontinuierlichen Streitigkeiten mit anderen deutschen Akteuren in der Türkei stark belasteten, wie er in Briefen an seine Eltern schilderte. Liman bemerkte davon offenbar nichts und schätzte seinen Adjutanten auch später noch, wie briefliche Zeugnisse aus den späten 1920er Jahren belegen. Am 25. März 1915 verließ der Marschall mit seinen engsten Mitarbeitern Konstantinopel und begab sich zu den Meerengen nach Gallipoli, wo er das Oberkommando über die 5. osmanische Armee zur Verteidigung der Dardanellen übernahm. Bald nach dem Beginn der Schlacht von Gallipoli wechselte Mühlmann als Erster Generalstabsoffizier zur neu gebildeten türkischen Südgruppe. Im Osmanischen Heer bekleidete er zu in dieser Zeit den Dienstgrad eines Majors (Binbaşı). In dieser Position war er aktiv am Kampfgeschehen beteiligt und wurde am 22. Juni 1915 verwundet, als er die Bergung eines notgelandeten türkischen Flugzeugs befehligte. Nach seiner Genesung wurde Mühlmann ab Februar 1916 als Erster Generalstabsoffizier von Friedrich Kreß von Kressenstein auf der Sinai-Halbinsel eingesetzt. In dieser Funktion leitete er im April 1916 ein Ablenkungsmanöver während des zweiten osmanischen Vorstoßes auf den Suezkanal. Danach fand er kurzzeitig von Juli 1917 bis Anfang 1918 an der Westfront Verwendung, kehrte aber noch vor Ende des Krieges an die Palästinafront zurück, wo er nun wieder unter direktem Befehl Liman von Sanders’ stand.

### Sachbuchautor in der Zwischenkriegszeit
Nach Kriegsende wurde Mühlmann im Dezember 1919 mit dem Charakter eines Majors aus der Armee entlassen. Ab Januar 1920 arbeitete er als Archivrat im neu geschaffenen Potsdamer Reichsarchiv und erhielt die Aufgabe, die kriegsgeschichtliche Sammlung auszubauen und Forschungen zu veröffentlichen. 1921 begann er parallel ein Studium der Volkswirtschaftslehre an der Berliner Universität und wurde 1926 mit einer Arbeit über die Bagdadbahn und ihre Vorgeschichte promoviert. Mühlmann beschäftigte sich in diversen Veröffentlichungen mit den deutsch-türkischen Beziehungen vor und nach dem Ersten Weltkrieg und dem militärischen Verlauf des Krieges im Nahen Osten und auf dem Balkan. Er verfasste die Darstellung der Dardanellenschlacht von 1915 in der vom Reichsarchiv herausgegebenen halboffiziösen Reihe Schlachten des Weltkrieges. Zuletzt erreichte er in der Behörde die Position eines Oberregierungsrates. In der Zeit der Weimarer Republik gehörte Mühlmann der DVP und der der DDP an.

### Blockparteifunktionär in der DDR
Nach Ende des Zweiten Weltkriegs wurde Mühlmann von der sowjetischen Besatzungsmacht zum stellvertretenden Oberbürgermeister von Potsdam berufen und 1946 zum Stadtrat für Gesundheitswesen ernannt. 1945 trat er in die Liberal-Demokratischen Partei Deutschlands (LDPD) ein und wurde im Jahr darauf Vorsitzender des Kreisverbandes Potsdam, ferner Mitglied des Kulturbundes (KB) und der Gesellschaft für Deutsch-Sowjetische Freundschaft (DSF). Ab 1952 amtierte er erneut als stellvertretender Oberbürgermeister von Potsdam. Als einziger brandenburgischer LDPD-Funktionär mit eigener Hausmacht nahm in den ersten Jahren großen Einfluss auf die Entwicklung des Landesverbandes Brandenburg seiner Partei. Von Januar bis März 1946 war er Schriftführer des LDPD-Landesvorstandes Brandenburg, von Juli 1948 bis Juli 1952 Zweiter Vorsitzender des Landesvorstands Brandenburg und am 27. Februar 1949 wurde er auf dem 3. Parteitag der LDPD in Eisenach zum Mitglied des Zentralvorstandes der Partei gewählt. Keiner anderen Persönlichkeit aus der Partei gelang es, sich über die Krisen und Veränderungen der Jahre zwischen 1945 und 1952 so dauerhaft zu behaupten wie Mühlmann.
Von 1946 bis 1952 war er Abgeordneter des Brandenburger Landtags und während der 1. Wahlperiode Vorsitzender des Eingabeausschusses. Während der 2. Wahlperiode von 1950 bis 1952 war er Vorsitzender der LDP-Fraktion. Am 10. November 1949 wurde er vom Brandenburger Landtag in die Provisorische Länderkammer der DDR gewählt. Er war dann bis 1958 Abgeordneter der Länderkammer und ab 1954 Vizepräsident und Vorsitzender der LDPD-Fraktion. Von 1954 bis 1958 war er gleichzeitig Abgeordneter des Bezirkstages Potsdam. 1955 wurde er in den Zentralvorstand der DSF gewählt.

## Auszeichnungen
- 1915 Mecidiye-Orden III. Klasse (vor Beginn der Kämpfe)[9]
- 1915 Eisernes Kreuz (1914) II. und I. Klasse[9]
- 1916 Ritterkreuz des Königlichen Hausordens von Hohenzollern mit Schwertern[9]
- 1955 Vaterländischer Verdienstorden in Bronze
- 1957 Ehrennadel der Gesellschaft für Deutsch-Sowjetische Freundschaft in Gold

## Schriften (Auswahl)
- Die deutschen Bahnuntemehmungen in der asiatischen Türkei 1888–1914. In: Weltwirtschaftliches Archiv 24 (1926), Heft 1–2, S. 121–137 u. 365–399 (Dissertation, auch als Sonderdruck, Berlin 1927)[10]
- Der Kampf um die Dardanellen 1915 (= Schlachten des Weltkrieges, Band 16). Gerhard Stalling Verlag, Oldenburg/Berlin 1927
- Das deutsch-türkische Waffenbündnis im Weltkrieg. Leipzig 1940
- Feldherrngestalten der deutschen Geschichte. Coppenrath Verlag, 1942
- Oberste Heeresleitung und Balkan im Weltkrieg 1914-1918. Limpert, Berlin 1942